# Дечје ауто седиште
Дечје ауто седиште, које се понекад назива и седиште за бебе, безбедносни систем за децу, седиште за децу, седиште за бебе, ауто седиште или бустер седиште, је седиште дизајнирано посебно да заштити децу од повреда или смрти током судара возила. Најчешће ова седишта купују и уграђују власници аутомобила, али произвођачи аутомобила их могу интегрисати директно у дизајн свог возила и генерално се од њих захтева да обезбеде везу и обезбеде компатибилност сигурносних појасева. Многи прописи захтевају да деца дефинисана узрастом, тежином и/или висином користе безбедносно седиште за децу које је одобрила влада када се возе у возилу. Безбедносна седишта за децу морају се правилно користити да би била ефикасна. Међутим, истраживања показују да многа безбедносна седишта за децу често нису инсталирана или коришћена правилно. Да би се ухватили у коштац са овим негативним трендом, здравствени званичници и стручњаци за безбедност деце праве видео снимке о безбедности деце како би научили родитеље и старатеље о правилном постављању ауто седишта. 
Године 1990. покренут је ИСО стандард ИСОФИКС у покушају да се обезбеди стандард за фиксирање седишта за аутомобиле у различите марке аутомобила. Генерално, ИСОФИКС систем се може користити са групама 0, 0+ и 1.
Исофикс систем се састоји од наставака на самом дечијем ауто седишту и два правоугаона конектора смештена између седалног дела и наслона задњег седишта аутомобила. Конектори су причвршћени за шасију возила те тако представљају две кључне и врло сигурне тачке за учвршћивање дечијег ауто седишта. Потребно је само кликнути Исофикс наставке на седишту у конекторе и оно је правилно намештено.
Године 2013. уведена је нова регулатива о ауто седиштима: „i-Size“ је назив нове европске безбедносне регулативе која се односи на аутоседишта за децу млађу од 15 месеци. Ступио је на снагу у јулу 2013. године и пружа додатну заштиту на неколико начина, а пре свега обезбеђивањем путовања за децу окренутом уназад до 15 месеци уместо од 9 до 12 месеци, што је саветовала претходна уредба ЕУ.

## Историја
Од када је први аутомобил произведен и стављен на тржиште раних 1900-их, спроведене су многе модификације и прилагођавања како би се заштитили они који возе и користе моторна возила. Већина ограничења је постављена да би се заштитили одрасли без обзира на малу децу. Иако су дечја седишта почела да се производе раних 1930-их, њихова сврха није била безбедност деце. Сврха је била да се понашају као помоћна седишта како би се дете подигло на висину да би их родитељ возач лакше могао видети. Тек 1962. године самостално су развијена два дизајна са циљем заштите детета. Британски проналазач Џин Ејмс креирао је дечје седиште окренуто уназад са траком у облику слова Y слично данашњим моделима. Американац Леонард Ривкин из Денвера у Колораду дизајнирао је седиште окренуто напред са металним оквиром да заштити дете.
Сигурносни појасеви за одрасле нису били стандардна опрема у аутомобилима све до 1960-их. Сигурносна седишта за децу су први пут постала доступна касних 1960-их, али их је мало родитеља користило.

## Класификације
Постоји неколико типова аутоседишта, који се разликују по положају детета и величини седишта. Европски регионални стандард Уједињених нација ЕЦЕ Р44/04 категорише их у 4 групе: 0–3. Многа аутоседишта комбинују веће групе 1, 2 и 3. Неки нови модели аутомобила подразумевано укључују стандардна сигурносна седишта.

### Група 0
Седишта за бебе групе 0, или носиљке за бебе, држе бебу закључану у положају окренутом уназад и причвршћена су стандардним сигурносним појасом за одрасле и/или ИСОФИКС прикључком.
Седишта групе 0 држе бебу која лежи на леђима. Причвршћена су са оба сигурносна појаса на задњем седишту аутомобила. Оба типа имају ручке које омогућавају да се лако премештају у аутомобил и из њега.
- Положај: Лежећи (у седишту), окренута уназад, без ваздушних јастука (осим ваздушних завеса).
- Препоручена тежина: од рођења до 10 кг
- Приближна старост: од рођења до 15 месеци

- Ауто седиште - средње задње седиште
- Ауто седиште - не на предњем седишту

#### Дечја ауто седишта
Дете се смешта у полулежећи положај окренуто уназад. Овај дизајн распоређује силе задржавања на главу и тело детета, искључујући његове удове, у случају фронталног судара.
Седишта окренута уназад сматрају се најбезбеднијим, а у САД деца морају да остану у овом положају док не напуне годину дана и најмање 9,1 кг, иако се препоручује да се држе окренути уназад до најмање 2 године или док не прерасту висину и тежину аутоседишта окренутих уназад, у зависности од тога шта је дуже.

### Група 0+
Седишта за аутомобиле групе 0+ обично имају носиви оквир који је трајно причвршћен у аутомобил сигурносним појасом за одрасле и могу се поставити у неки облик транспорта беба помоћу интегралне ручке ако је у питању одређени модел. Дечја седишта окренута уназад су сама по себи безбеднија од дечјих седишта окренутих према напред јер пружају више подршке за главу детета у случају наглог кочења. Иако су неки родитељи жељни да пређу на дечје седиште окренуто према напред, разне земље и произвођачи ауто седишта препоручују да деца наставе да користе дечје седиште окренуто уназад што је дуже могуће.
- Положај: седећи, окренут уназад, без ваздушних јастука (осим ваздушних завеса).
- Препоручена тежина: рођење (2–3 кг) до 13 кг
- Приближна старост: од рођења до 15 месеци

#### Конвертибилна седишта
Конвертибилна седишта се могу користити у више фаза. Многа конвертибилна седишта ће прећи са седишта окренутог уназад у седиште окренуто напред, а нека се тада могу користити као помоћно седиште. Многа конвертибилна седишта дозвољавају 2/3–18 кг окренута уназад, омогућавајући деци да буду у сигурнијем положају окренутом уназад до тежине од 18 кг.
Сигурносна конвертибилна седишта могу да се уграде окренута уназад или напред. Доступан је велики избор, а ограничења тежине, висине и додатне функције варирају од седишта до седишта и од произвођача. Седишта са појасевима у 5 тачака сматрају се сигурнијим од оних са штитником изнад главе.
Не сматрају се најбољим избором за новорођенчад. Ограничења тежине седишта окренутих уназад крећу се од 9 до 23 кг у зависности од произвођача и земље порекла. Границе седишта окренутих према напред се крећу од 9 до 40 кг у зависности од модела седишта, произвођача и земље порекла. 

### Група 1
Стални прикључак у аутомобилу који користи сигурносни појас за одрасле који га држи на месту и појас за бебу у пет тачака за држање бебе.
- Положај: седећи, препоручено окренут уназад, али окренут према напред је дозвољен, без ваздушних јастука (осим ваздушних завеса).
- Препоручена тежина: 9 кг до 18 кг
- Приближна старост: 9 месеци до 4 године (иако старија деца понекад могу да стану)

Препоручује се да деца седе окренута уназад што је дуже могуће. У скандинавским земљама, на пример, деца седе окренута уназад до око 4 године. Аутоседишта окренута уназад су знатно безбеднија у фронталним сударима, који ће највероватније изазвати тешке повреде и смрт.            Ауто седишта групе 1 окренута уназад постају све распрострањенија, али их је још увек тешко набавити у многим земљама.

### Група 2
Веће седиште од дизајна Групе 1. Ова седишта користе појас за одрасле да држе дете на месту.
- Положај: седећи, окренут напред или назад
- Препоручена тежина: 15 кг до 25 кг
- Приближна старост: 4 до 6 година (иако старија деца понекад могу да стану)

### Група 3
Такође позната као бустер седишта, она постављају дете тако да се појас за одрасле држи у исправном положају ради безбедности и удобности.
- Положај: седећи, окренут напред
- Препоручена тежина: 22 кг до 36 кг
- Приближна старост: од 4 до 10 година и више ако дете још нема 36 кг

#### Бустер седишта
Бустер седишта се препоручују за децу док не постану довољно велика да правилно користе сигурносни појас. Сигурносни појасеви су дизајнирани за одрасле и стога су превелики за малу децу. 
Бустер седишта подижу дете и омогућавају сигурносном појасу да чврсто належе преко кључне кости и грудног коша, док је део у крилу причвршћен за кукове. Ако сигурносни појас није преко кључне кости и кукова, он ће ићи преко врата и стомака и изазвати унутрашње повреде у случају судара.

#### Ограничења седишта окренутих напред
Након што наврши годину дана и 9 кг, деца могу да путују у седиштима окренутим према напред. Већина скандинавских земаља захтева да деца седе окренута уназад до најмање 4 године. Ово је допринело да Шведска има најнижу стопу погинуле деце у саобраћају у међународним поређењима.
По закону (у Канади и неким америчким државама), деца морају да буду везана док не напуне 4 године и не добију 18 кг. Након што су услови испуњени, могу се преселити у помоћно седиште.

## Информације о безбедности
Сви безбедносни системи за децу имају датум истека. Седишта могу истећи 6 година од датума производње, иако се то може разликовати код произвођача. О датумима истека се води велика дебата, а заговорници и произвођачи тврде да се старија аутоседишта временом могу деградирати и постати мање ефикасна. Противници тврде да је то једноставно ради њихове правне заштите и продаје више аутоседишта, и истичу да су произвођачи приметили да пластика у већини аутоседишта премашује истек рока. Како је старење последица промена температуре и УВ-светла, седиште брже стари у аутомобилу него у хладном, мрачном подруму.
Као и кациге за мотоцикле и тркачке аутомобиле, дечја седишта су тестирана за употребу у само једном случају судара. То значи да ако је сигурносни систем на било који начин угрожен (са или без детета у њему), власницима се предлаже да га замене. Ово је због неизвесности о томе како ће се компромитовано безбедносно седиште за децу понашати у наредним сударима.
Национална управа за безбедност саобраћаја на аутопутевима САД даје смернице о поновној употреби безбедносних система за децу након судара. Замена дечјих седишта се препоручује након умереног или тешког судара како би се обезбедио континуирани висок ниво заштите за децу путнике. Међутим, недавне студије показују да дечја седишта могу да издрже мање ударе без икаквог документованог погоршања у каснијим перформансама.
Национална управа за безбедност саобраћаја на аутопутевима САД дефинише мањи удес ако:
- Визуелна инспекција безбедносног седишта за децу, укључујући преглед испод било које лако помичне подлоге седишта, не открива никакве пукотине или деформације које би могле бити узроковане ударом
- Возило у које је уграђено дечје седиште је било способно за вожњу са места несреће
- Врата возила најближа дечјем сигурносном седишту су неоштећена
- Нико од путника у возилу није повређен
- Ваздушни јастуци (ако их има) се нису активирали

Не препоручује се куповина половних седишта. Често је немогуће утврдити историју безбедносног седишта за децу када се купује половно.
Родитељи не би требало да стављају децу у сигурносна седишта са дебелим зимским капутима. Капут ће се спљоштити у случају несреће, а каишеви неће бити довољно чврсти да би дете било безбедно.

## Постављање седишта
Студија података о саобраћајним несрећама из 16 америчких држава открила је да деца млађа од 3 године имају 43% мање шансе да буду повређена у саобраћајној несрећи ако им је седиште за аутомобил причвршћено на средини задњег седишта, а не на једној страни. Резултати су засновани на подацима из 4.790 саобраћајних несрећа у којима су учествовала деца узраста 3 и млађа између 1998. и 2006. године. Према подацима, централна позиција је била најбезбеднија, али најмање коришћена позиција. Међутим, економиста Стивен Левит је показао да ауто седишта не смањују број смртних случајева у поређењу са редовним сигурносним појасевима.
Сваке године у Сједињеним Државама између 30 и 50 беба умре од топлоте и хипотермије након што су остављене у аутомобилу.

## Закон
Аутоседишта за бебе су законски обавезна у многим земљама, за безбедан превоз деце узраста до 2 или више година у аутомобилима и другим возилима.

### Прописи Европске уније и УНЕЦЕ
Директива 2003/20/ЕЦ Европског парламента и Савета  је наложила употребу безбедносних система за децу у возилима од 5. маја 2006. године. Деца испод 135 cm висине у возилу морају бити везана одобреним безбедносним системом за децу који одговара величини детета. У пракси, безбедносни системи за децу морају бити у могућности да се уграде на предње или друге редове седишта. Деца се не смеју превозити користећи безбедносни систем за децу окренут уназад на сувозачевом седишту заштићеном предњим ваздушним јастуком, осим ако ваздушни јастук није деактивиран.
Међутим, до 9. маја 2008. земље чланице су могле да дозволе употребу безбедносних система за децу одобрених у складу са њиховим националним стандардима. 
2013. нова регулатива ЕУ је уведена; „i-Size“ је назив нове европске безбедносне уредбе, УНЕЦЕ Уредбе 129 која се односи на аутоседишта за децу млађу од 15 месеци. Ступио је на снагу у јулу 2013. године и пружа додатну заштиту на неколико начина, а пре свега обезбеђивањем путовања окренутом уназад за децу до 15 месеци уместо 9 до 12 месеци, што је саветовала претходна уредба ЕУ. Ова нова уредба треба да буде уведена у фазама између 2013. и 2018. године и спроводиће се паралелно са УНЕЦЕ Р44/04 до 2018. године када је у потпуности замењује.

### Србија
Безбедносно седиште мора бити хомологовано, односно најмање испуњавати једнообразне техничке услове прописане УНЕЦЕ правилницима 44/03 или 129. Хомологовано безбедносно седиште је означено одговарајућом ознаком која најмање садржи следеће елементе: хомологациону ознаку „Е” са одговарајућим бројем државе која је издала хомологацију, хомологациони број, назив категорије безбедносног седишта, масу односно висину детета.
Безбедносна седишта деле се у две класе:
1) потпуно (интегрално) безбедносно седиште које се састоји од елемената за ограничавање покретљивости тела, које се може причврстити сопственим каишевима односно прикључцима и тако чини потпун систем безбедног везивања лица;
2) непотпуно (неинтегрално) безбедносно седиште које захтева употребу сигурносног појаса возила у циљу ограничавања покретљивости тела или седишта и које тада чине потпун систем безбедног везивања лица.
Безбедносна седишта се, према тежини детета, разврставају у пет група: 1) Група 0, намењена за бебе лакше од 10 кг; 2) Група 0+, намењена за децу тежине мање од 13 кг; 3) Група 1, намењена за децу која су тешка од 9 до 18 кг; 4) Група 2, намењена за децу која имају од 15 до 25 кг и 5) Група 3, намењена за децу тежине од 22 до 36 кг.
Дете ниже од 135 cm превози се везано у одговарајућем, хомологованом безбедносном седишту. У моторном возилу на предњем седишту не сме да се превози дете млађе од 12 година. Изузетно, дете до три године може се превозити на предњем седишту, уколико се превози у безбедносном седишту које је окренуто супротно правцу кретања возила, када возило нема или је искључен безбедносни ваздушни јастук. Изузетно, дете старије од четири године може се превозити везано сигурносним појасом возила уз употребу хомологованог безбедносног подметача, уколико висина детета омогућава безбедно везивање и уколико на месту где седи постоји уграђен наслон за главу.

## Производња
Иако постоје стотине варијација марки и модела у свету безбедносних седишта за децу, материјали који се користе у процесу производње су у основи исти. Фабрике у којима се склапају седишта добијају полипропиленске пелете. Пена чини поставу појединачних седишта, док се винил и тканине користе за израду пресвлака седишта као и појасева.

## Врсте
Постоје различите врсте дечијих седишта за децу различитих величина и узраста.
- Седишта за бебе - Дечја безбедносна седишта направљена посебно за бебе су најмања и имају ручке за ношење за лакше ношење. Новорођенчад се најчешће поставља у седиште окренуто уназад. Ова седишта су дизајнирана за одојчад од 10 до 15 кг, у зависности од модела.
- Конвертибилна седишта - Слично седишту за бебе, конвертибилно седиште се може користити у положају окренутом уназад или напред и користи се за децу од 2,3 до 23 кг. Положај окренут уназад се користи за децу све док не буду тешка више од 9,1 кг и имају најмање две године. Истраживања и резултати тестова судара показују да су деца безбеднија у безбедносном седишту за децу окренутом уназад. Америчка академија за педијатрију препоручује држање деце на седишту окренутом уназад док „не напуне 2 године или док не достигну највећу тежину или висину коју дозвољава произвођач њихових безбедносних седишта“.

Нека седишта дозвољавају детету да остане окренуто уназад до 20 кг. Када дете достигне минималне услове да буде окренуто према напред, седиште се може окренути и користити као седиште окренуто напред.
- Комбинована седишта – Комбиновано седиште или бустер у пет тачака је седиште окренуто ка напред и има систем појасева у пет тачака.[36]
- Бустер седишта – Сврха помоћних - бустер седишта је да обезбеде подизање детета тако да појас за раме на одговарајући начин лежи на лопатици и да се не пење уз дечји врат. Такође обезбеђује да појас може безбедно да лежи преко кукова и да остане на великим костима детета уместо да лежи преко меког ткива стомака. Ово седиште је доступно за децу преко 18 кг и до преко 45 кг.[37] Од осам до дванаест година, деца су можда прерасла своја помоћна седишта и може им се дозволити да користе редовне системе заштите за одрасле. Предлаже се да, до тринаесте године, дете остане на задњем седишту.

## Опасности
Произвођачи имају контролу квалитета како би осигурали да су седишта правилно састављена и упакована. Међутим, није гарантовано да се приложена упутства увек придржавају и да се правилно поштују. До 95% сигурносних седишта која су уграђена можда нису право седиште за дете, могу бити лабаво закачена за возило, могу бити закачена некомпатибилним појасом у возилу, можда имају појасеве који су на неки начин погрешно причвршћени или могу бити погрешно постављени испред ваздушних јастука. 1997. шесторо од десеторо деце која су погинула у саобраћајним несрећама није била правилно везано.
Поред проблема са непоштовањем упутстава, постоје и друге опасности које могу утицати на децу која користе ова сигурносна седишта. Недавна студија приписала је многе случајеве синдрома изненадне смрти новорођенчади (СИСН) дуготрајном седењу или лежећем положају ових беба када користе сигурносна седишта. Када су истраживачи прегледали више од 500 смртних случајева новорођенчади, откривено је да се 17 од ових смртних случајева догодило док је беба била у уређају као што је сигурносно седиште за децу. Утврђено је да је старост најчешћих стопа смрти од СИСН-а у уређају за безбедност деце испод једног месеца, при чему се шест од 17 смртних случајева догодило у овој старосној групи. Уобичајено је да се бебина глава спусти напред док је у аутоседишту које није правилно постављено у аутомобилу што може да умањи бебину способност да узима кисеоник.

## Критика
Било је неких критика безбедносних стандарда за безбедносна седишта за децу окренута према напред, посебно од стране економисте Стивена Д. Левита, који је проценио само фаталне сударе између 1975. и 2003. године. Други истраживачи кажу да безбедносна седишта за децу нуде значајну безбедносну предност у односу на саме појасеве, када се гледају подаци о сударима у новијим аутомобилима са новијим безбедносним седиштима за децу, без ограничавања података на само смртне случајеве.
Безбедносна седишта за децу могу бити скупа и гломазна, а ако породица има више деце која морају да користе дечја безбедносна седишта у исто време, можда ће бити потребно купити веће возило или специјализована, ужа безбедносна седишта како би се испунили законски захтеви о безбедном транспорту деце. Једна економска студија је открила да су ови захтеви утицали на одлуке породица о размаку рађања и процењено је да су 2017. године захтеви за уградњом више дечијих безбедносних седишта у возило у исто време вероватно обесхрабрили неколико хиљада породица да имају још једно дете при том време. 